# Clemens Klinger
Clemens Klinger ist ein ehemaliger deutscher Basketballspieler.

## Laufbahn
Im August 1970 nahm Klinger mit der bundesdeutschen Auswahl an der Junioren-Europameisterschaft in Athen teil.
Nach dem Aufstieg 1970 spielte Klinger mit dem 1. FC Bamberg in der Basketball-Bundesliga. und gehörte bis 1972 zu Bambergs Bundesligamannschaft.